# Vranojelje
Vranojelje is een plaats in de gemeente Bednja in de Kroatische provincie Varaždin. De plaats telt 156 inwoners (2001).